# Interdependência econômica
Interdependência econômica é uma consequência da especialização, ou a divisão do trabalho, e é quase universal. Foi descrita pela primeira vez em 1838, quando Cournot escreveu:
| “ | Mas na realidade, o sistema econômico é um todo do qual as partes estão conectadas e reagem umas sobre as outras. Um aumento na renda dos produtores de uma mercadoria irá afetar a demanda por comodidades B, C, etc, e os rendimentos dos seus produtores, e, por sua reação muda a demanda por comodidades. | ” |

Interdependência não é rígida, porque as empresas, indivíduos e nações podem mudar a partir da produção de um conjunto de produtos para o de outro. Seus efeitos são evidentes na maioria dos modelos da teoria do equilíbrio geral que normalmente requerem um computador para resolver as complexas interações
A interdependência econômica das nações e grupos de nações, é de especial importância. Ele descreve os países/estados-nação e/ou estados supranacionais, como a União Europeia (UE) ou o Tratado Norte-Americano de Livre Comércio (NAFTA), que são especializados por causa do clima, a disponibilidade de capital e trabalho, e uma variedade de histórico e factores culturais. Essas nações ou grupos podem ser dependentes um do outro para qualquer (ou todas) das seguintes características:
- Alimento
- Energia
- Minerais
- Produtos manufacturados
- Multinacionais/corporações transnacionais
- Instituições financeiras
- Dívida externa
- Dívida interna